# 谷口宇右衛門
谷口 宇右衛門（たにぐち うえもん、1866年6月3日（慶応2年4月20日） - 1951年（昭和26年）9月24日）は、日本の政治家。衆議院議員（1期）。

## 経歴
福井県出身。円山西村長、吉田郡農会長、同教育会長、福井県議、福井県信用組合連合会会長、同農会評議員、同農業保険組合連合会理事、福井仁愛高等女学校(現・仁愛女子高等学校)理事を務め、福井県農工銀行取締役、福井紡績、福井銑鉄、福武電鉄各(株)取締役社長となる。
1924年の第15回衆議院議員総選挙において福井2区から憲政会公認で立候補して当選した。衆議院議員を1期務めた。1928年の第16回衆議院議員総選挙には立候補しなかった。1951年死去。